# Château Sainte-Marguerite
Pour l’article homonyme, voir Château Sainte-Marguerite (Sarzeau).
Le château Sainte-Marguerite est une bastide située à Pierrevert, en France.

## Localisation
Le château est situé sur la commune de Pierrevert, dans le département français des Alpes-de-Haute-Provence.

## Historique
L'édifice est inscrit au titre des monuments historiques en 2005.